# Můj táta je bůh
Můj táta je bůh (v anglickém originále Daddicus Finch) je 9. díl 30. řady (celkem 648.) amerického animovaného seriálu Simpsonovi. Scénář napsal Al Jean a díl režíroval Steven Dean Moore. V USA měl premiéru dne 2. prosince 2018 na stanici Fox Broadcasting Company a v Česku byl poprvé vysílán 1. dubna 2019 na stanici Prima Cool.

## Děj
Lízina scéna je vyřazena ze školní hry „Jídla“. Líza je smutná, proto ji Homer povzbudí. Postupně se jí začíná věnovat a zajdou spolu do nákupního centra. V obchodě se Homer Lízy zastane a ta si ho představuje jako hrdinu její oblíbené knížky Jako zabít ptáčka. Líza proto vidí má za svého idola Homera. Ve škole ho označí za „Mého hrdinu“.
Bart se cítí opomíjen a navštíví školního terapeuta, který mu doporučuje, aby se doma zasadil o pozornost. Rozhodne se přeházet klíče od automobilů Springfielďanů, aby si získal Homerovu pozornost. Naštvaní majitelé automobilů přijedou za Simpsonovými a pokusí se zabít Barta, ale Homer s Lízou ho před davem lidí zachrání.
Druhý den Marge zjišťuje, že se Líza s Bartem prali. Zajde tedy za školním terapeutem a požádá ho o pomoc. Terapeut jí poradí, že Homer musí Lízu zklamat, ale zároveň ji nesmí zlomit. Marge se s Homerem dohodne, že si s dětmi promluví. Líza se s Homerem dohodne, že už jej nebude považovat za svého idola. Homer je rád, že to takhle dopadlo, podle něj by to takhle mělo být.

## Produkce
Původně se tento díl měl jmenovat Lisa Has a Crush on Homer, avšak byl vydán pod názvem Daddicus Finch.

## Přijetí
Dennis Perkins z The A.V. Clubu udělil dílu hodnocení B− a uvedl: „Je to dobrý způsob, jak pochopit, jak mohou Simpsonovi i po více než 600 epizodách procházet stále stejnými konflikty – znalost důvodů věcí neusnadňuje orientaci v lidském chování a bolesti. Proto je uspěchané a neohrabané provedení dílu Můj táta je bůh takovým zklamáním. Marge manipuluje se vším možným, stahuje Homera a Lízu k sobě, pak je zase rozděluje, a to vše z chabě načrtnutých důvodů, které mají více co do činění s včasným uzavřením ambiciózního příběhu než s uspokojivým závěrem.“.
Tony Sokol z Den of Geek ohodnotil epizodu 4,5 body z 5: Můj táta je bůh je pro Simpsonovy velmi silným dílem. Nachází jiný úhel pohledu na něco, co má seriál vždycky v ostrém arzenálu, na knižní nebo filmovou satiru. Epizoda však funguje, protože se pohybuje velmi rychle. Odbočky, opakující se gagy a tabuizace jsou dokonale vyváženy milým vývojem postav ve smetanovém středu. Získání záběrů z původního filmu z roku 1962 je také velkým plusem a výrazným odklonem od celovečerního animovaného seriálu.“.
Díl získal rating 1,6 s podílem 6 a sledovalo ho 4,33 milionu lidí, čímž se Simpsonovi stali nejsledovanějším pořadem Foxu té noci.